# Horní Dvořiště
 (août 2020).
Le contenu est difficilement compréhensible vu les erreurs de traduction, qui sont peut-être dues à l'utilisation d'un logiciel de traduction automatique.
Horní Dvořiště (en allemand : Oberhaid) est une commune du district de Český Krumlov, dans la région de Bohême-du-Sud, en République tchèque. Sa population s'élevait à 460 habitants en 2020.

## Géographie
Horní Dvořiště se trouve à 8 km à l'est de Vyšší Brod, à 25 km au sud-sud-est de Český Krumlov, à 40 km au sud de České Budějovice et à 164 km au sud de Prague.
La commune est limitée par Dolní Dvořiště au nord et au nord-est, par l'Autriche au sud-est et au sud, et par Vyšší Brod à l'ouest.

## Histoire
La première mention écrite de la localité date de 1278.

## TGM bienvenue
À la gare locale le vendredi 20. décembre 1918 sur le 13 L’Assemblée nationale et les représentants des districts de Bohême du Sud ont été inaugurés par le président Tomáš Masaryk, avec de la musique, des hymnes et des discours de représentants d’États alliés (Italie, États-Unis, Grande-Bretagne et France) à son retour triomphal dans son pays natal. Masaryk a répondu brièvement et a salué les personnes présentes, y compris le gouverneur de Kaplice, qui a également prononcé un discours de bienvenue. Là, lui et sa fille Olga, ont rencontré son fils Jan Masaryk à nouveau après quatre ans.
En avril 1945, la ville est libérée par l’armée américaine.